# Scelotrichia trifurcata
Scelotrichia trifurcata är en nattsländeart som först beskrevs av Jacquemart 1962.  Scelotrichia trifurcata ingår i släktet Scelotrichia och familjen smånattsländor. Inga underarter finns listade i Catalogue of Life.